# Severní aš-Šarkíja
Severní aš-Šarkíja (arabsky شمال الشرقية‎) je ománský guvernorát nacházející se na východě země. Společně s guvernorátem Jižní aš-Šarkíja vznikl v roce 2011 rozdělením regionu aš-Šarkíja. Sousedí s guvernoráty Maskat, Jižní aš-Šarkíja, Ad-Dáchilíja a Al-Wustá. Sestává z šesti vilájetů: al-Kabíl, Bidíja, Dema Vá Thajen, Ibra, Muzajbi, Vádí Baní Chálid.